# Linden Ashby
Linden Ashby, nome completo Clarence Linden Garnett Ashby III (Atlantic Beach, 23 maggio 1960), è un attore statunitense.

## Biografia

### Primi anni
Nato il 23 maggio 1960 ad Atlantic Beach in Florida, dopo essersi diplomato alla Bolles High School di Jacksonville in Florida, Ashby si laurea in psicologia e economia aziendale alla Fort Lewis College a Durango nello stato del Colorado; poi si trasferisce a New York dove segue i corsi di recitazione della Neighborhood Playhouse. 

### Carriera
Ad inizio carriera ha preso parte alla soap opera Quando si ama (nella quale recitava anche la futura moglie Susan Walters) e ad un episodio di MacGyver; inoltre ha ottenuto un piccolissimo ruolo nel film del 1990 Mr. & Mrs. Bridge con Paul Newman. In seguito è stato nel cast del film Wyatt Earp accanto a Kevin Costner. 
Il ruolo che però lo ha reso famoso è quello di Johnny Cage nel film di arti marziali Mortal Kombat, tratto dal famoso videogioco dove recita accanto a Christopher Lambert. Poi nel 1997 è protagonista nel film d'azione a basso costo intitolato Blast dove recita accanto a Rutger Hauer e interpreta Jack Bryant, un ex campione di Taekwondo che è costretto ad usare tutte le sue abilità marziali per contrastare il folle piano di spietati terroristi che vogliono far esplodere la piscina olimpica di Atlanta dove sono in corso le Olimpiadi (chiaro il riferimento alle olimpiadi del 1996 svolte proprio ad Atlanta dove ci fu davvero un attentato). 
Nel 1998 recita nel film Il mistero del lago e poi prende parte a 35 episodi del telefilm Melrose Place, dove interpreta il ruolo del bel dottore Bret Cooper; nel 2001 recita nel film d'azione indipendente Sub Zero - Paura sulle montagne accanto a Costas Mandylor mentre nel 2002 partecipa ad un episodio del telefilm CSI - Scena del crimine. Nel 2004 recita nel film Sex Crimes 2 - Pronte a tutto e intanto prende parte a 55 episodi della soap opera Febbre d'amore, dove interpreta il cinico assassino Cameron Kirsten; poi nel 2005 riprende il ruolo del detective Morrison nel film Sex Crimes 3. 
Nel 2006 recita nel film Damigella d'onore e nel 2007 prende parte al film Resident Evil: Extinction accanto a Milla Jovovich. Quindi nel 2008 recita nel film horror Che la fine abbia inizio e nella soap opera Il tempo della nostra vita. Nel 2008 recita insieme a Steven Seagal nel film d'azione Last Night - Morte nella notte. Nel 2009 recita nel film d'azione Anaconda - Sentiero di sangue. Dal 2023 riprende il ruolo di Cameron Kirsten nella soap opera Febbre d'amore rimanendo fino al 2025.  
L'attore inoltre ha lavorato anche per la televisione in diverse soap opera e sceneggiati televisivi come Teen Wolf, Il tempo della nostra vita, Febbre d'amore, Melrose Place, Spy Game.

## Vita privata
L'attore è sposato dal 1986 con l'attrice Susan Walters che gli ha dato due figlie: Frances Grace e Savannah Elizabeth. Nel tempo libero pratica surf, windsurf e arti marziali, in particolare Karate e Taekwondo.

## Filmografia

### Attore

#### Cinema
- La regina dell'inferno (Night Angel), regia di Dominique Othenin-Girard (1990)
- La sposa perfetta (The Perfect Bride), regia di Terrence O'Hara (1991)
- Shot Gun - Insieme a ogni costo (Into the Sun), regia di Fritz Kiersch (1992)
- Il massacro degli innocenti (Slaughter of the Innocents), regia di James Glickenhaus (1994)
- 8 secondi di gloria (8 Seconds), regia di John G. Avildsen (1994)
- Wyatt Earp, regia di Lawrence Kasdan (1994)
- Mortal Kombat, regia di Paul W. S. Anderson (1995)
- Cadillac Ranch, regia di Lisa Gottlieb (1996)
- Blast, regia di Albert Pyun (1997)
- Una gatta, un cane e un caso da risolvere (Murder She Purred: A Mrs. Murphy Mystery), regia di Simon Wincer (1998)
- Beauty (Beauty), regia di Jerry London (1998)
- Verità inconfessabile (Where the Truth Lies), regia di Nelson McCormick (1999)
- Catastrofe imminente (Judgment Day), regia di John Terlesky (1999)
- Identità nascosta (Dangerous Attraction), regia di Penelope Buitenhuis (1999)
- Una vita quasi perfetta (Facing the Enemy), regia di Robert Malenfant (2011)
- Sniper 2 - Missione suicida (Sniper 2), regia di Craig R. Baxley (2002)
- In fuga dalla legge (A Woman Hunted), regia di Morrie Ruvinsky (2003)
- Sex Crimes 2 - Pronte a tutto (Wild Things 2), regia di Jack Perez (2004)
- Sub Zero - Paura sulle montagne, regia di Jim Wynorski (2005)
- La rivale (The Rival), regia di Douglas Jackson (2006)
- Resident Evil: Extinction, regia di Russell Mulcahy (2007)
- Che la fine abbia inizio (Prom Night), regia di Nelson McCormick (2008)
- Impact Point, regia di Hayley Cloake (2008)
- Last Night - Morte nella notte (Against the Dark), regia di Richard Crudo (2008)
- Hunger, regia di Steven Hentges (2009)
- Niente regole - Siamo al college (Van Wilder: Freshman Year), regia di Harvey Glazer (2009)
- The Joneses, regia di Derrick Borte (2009)
- Body Killer (Stripped Naked), regia di Lee Gordon Demarbre (2009)
- Accused at 17, regia di Doug Campbell (2009)
- Gabe the Cupid Dog, regia di Michael Seifert (2012)
- Iron Man 3, regia di Shane Black (2013)
- Beta Test, regia di Nicholas Gyeney (2016)
- Purple Hearts, regia di Elizabeth Allen Rosenbaum (2022)
- Teen Wolf - Il film (Teen Wolf: The Movie), regia di Russell Mulcahy (2023)

#### Televisione
- Melrose Place - serie TV, 35 episodi (1993-1998)
- Il tarlo del sospetto (The Beneficiary), regia di Marc Bienstock - film TV (1997)
- Spy Game - serie TV, 13 episodi (1997)
- Il mistero del lago (The Lake), regia di David Jackson - film TV (1998)
- CSI - Scena del crimine (CSI: Crime Scene Investigation) – serie TV, episodio 3x04 (2002)
- Febbre d'amore (The Young and the Restless) - serial TV, 55 puntate (2003-2004, 2023-2025)
- Eyes - serie TV, 2 episodi (2005-2007)
- Sex Crimes 3 (Wild Things: Diamonds in the Rough), regia di Jay Lowi - film TV (2005)
- Killer Instinct, regia di Douglas Jackson - film TV (2005)
- Damigella d'onore (Maid of Honor), regia di Douglas Jackson - film TV (2006)
- My Neighbor's Keeper, regia di Walter Klenhard – film TV (2007)
- Il tempo della nostra vita (Days of Our Lives) - serie TV, 20 puntate (2008)
- Giochi mortali (Dead at 17), regia di Douglas Jackson - film TV (2008)
- Army Wives – serie TV, 7 episodi (2009-2013)
- Anaconda - Sentiero di sangue (Anaconda 4: Trail of Blood), regia di Don E. FauntLeRoy - film TV (2009)
- Drop Dead Diva - serie TV, 1 episodio (2009)
- The Gates - Dietro il cancello (The Gates) - serie TV, 4 episodi (2010)
- Marry Me - miniserie TV, 2 episodi (2010)
- Mean Girls 2, regia di Melanie Mayron - film TV (2011)
- Franklin & Bash - serie TV, 1 episodio (2011)
- Field of Vision, regia di Gregg Champion - film TV (2011)
- Terapia d'urto (Necessary Roughness) - serie TV, 1 episodio (2011)
- Teen Wolf - serie TV, 88 episodi (2011-2017)
- The Perfect Boss, regia di Curtis Crawford - film TV (2013)
- Lifeline – serie TV, 4 episodi (2017)
- La vendetta di Elle (A Daughter's Revenge), regia di Anthony Lefresne – film TV (2018)
- Escaping My Stalker, regia di Linden Ashby – film TV (2020)

### Regista
- Escaping My Stalker – film TV (2020)

## Doppiatori italiani
Nelle versioni in italiano delle opere in cui ha recitato, Linden Ashby è stato doppiato da:
- Vittorio De Angelis in Wyatt Earp, Mortal Kombat, Anaconda - Sentiero di sangue
- Saverio Indrio in Teen Wolf, Purple Hearth, Teen Wolf - Il film
- Massimo Lodolo in Impact point, Il mistero del lago
- Andrea Ward in Attrazione Omicida
- Maurizio Reti in CSI: Miami
- Roberto Draghetti in In Fuga Dalla Legge
- Roberto Chevalier in Sex Crimes 3
- Loris Loddi in Judgement Day
- Massimo Rossi in Blast
- Valerio Sacco in CSI - Scena del crimine
- Fabrizio Pucci in Hunger
- Francesco Prando in Mean Girls 2
- Roberto Certomà in La vendetta di Elle
- Enrico Di Troia in Body Killer